# 39. šahovska olimpijada
39. šahovska olimpijada je potekala od 19. septembra do 4. oktobra 2010 v 2010 v Rusiji v mestu Hanti Mansijsk. 
Na olimpijadi je sodelovalo 150 ekip na odprtem turnirju - to je v bistvu moški turnir, na katerem pa lahko sodelujejo tudi tekmovalke - in 118 na ženskem turnirju.
Na turnirju so odigrali 11 kol po švicarskem sistemu.

## Slovenska reprezentanca
Moški  (po ratingu)
- GM Aleksander Beljavski 2632
- GM Luka Lenič 2603
- GM Duško Pavasovič 2568
- GM Jure Borišek 2535
- IM Matej Šebenik 2516

Slovenska ekipa je bila po povprečnem ratingu uvrščena na 30. mesto. Selektor ekipe je bil Georg Mohr.
Ženske (po ratingu)
- IM in wGM Ana Muzičuk 2535
- wGM Jana Krivec 2309
- wGM Darja Kapš 2300
- wIM Vesna Rožič 2289
- wFM Indira Bajt 2204

Slovenska ekipa je bila po povprečnem ratingu uvrščena na 13. mesto. Selektor ekipe je bil Matjaž Mikac.

## Rezultati

### Odprti turnir
1.  Ukrajina
2.  Rusija 1
3.  Izrael
...
36.  Slovenija

### Ženski turnir
1.  Rusija 1
2.  Kitajska
3.  Gruzija
...
32.  Slovenija